# Robert Sidney Cahn

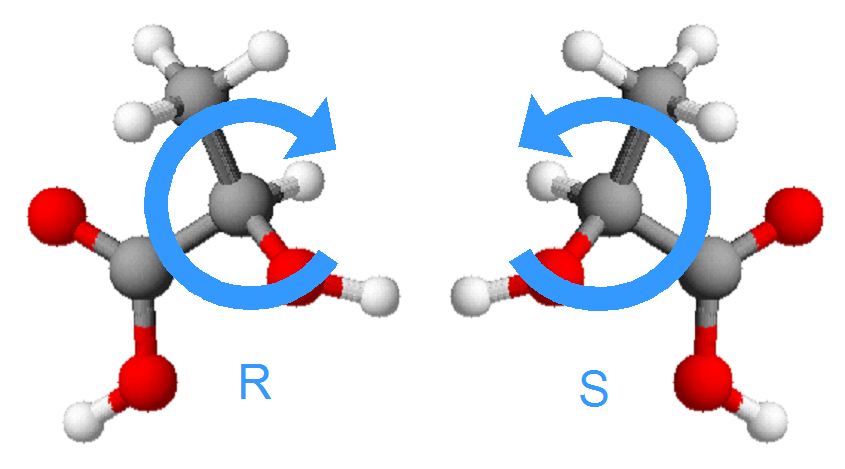
Ejemplo de aplicación de las reglas de Cahn-Ingold-Prelog.

Robert Sidney Cahn (Hampstead, Londres, 9 de junio de 1899 - 15 de junio de 1981)  fue un químico británico,  conocido por sus contribuciones a la nomenclatura química y a la estereoquímica,  en particular por las normas de prioridad de Cahn-Ingold-Prelog, que propuso en 1956 junto con Christopher Kelk Ingold y Vladimir Prelog.
Cahn nació en Hampstead, Londres en 1899. Fue nombrado miembro del Royal Institut of Chemistry y fue editor de la revista Journal of the Chemical Society desde 1949 hasta 1963, permaneciendo como director de publicaciones de la sociedad de investigación hasta su jubilación en 1965.